# NGC 4479
NGC 4479 ist eine linsenförmige Zwerggalaxie vom Hubble-Typ SB0 im Sternbild Haar der Berenike am Nordsternhimmel, die schätzungsweise 36 Millionen Lichtjahre von der Milchstraße entfernt ist. Die Galaxie ist Teil des Virgo-Galaxienhaufens.
Das Objekt wurde am 8. April 1784 von dem deutsch-britischen Astronomen William Herschel mithilfe seines 18,7 Zoll-Spiegelteleskops entdeckt.